# Titanium(III)chloride
Titanium(III)chloride is een anorganische verbinding van titanium en chloor met als brutoformule TiCl3. Er zijn minstens vier polymorfe vormen die met deze formule beschreven kunnen worden. Bovendien zijn er ook hydraten van de verbinding bekend. Titanium(III)chloride is een van de bekendste titaniumhalogeniden en wordt veel toegepast als katalysator in de productie van polyenen (meervoudig onverzadigde koolwaterstoffen).

## Synthese
Titanium(IV)chloride kan worden gereduceerd tot titanium(III)chloride. Daarnaast vormt de reactie tussen het metaal en zoutzuur een syntheseroute naar deze verbinding. In de handel is titanium(III)chloride verkrijgbaar als mengsel met aluminiumchloride. Scheiding van het mengsel is mogelijk met behulp van THF, waarbij titanium(III)chloride als THF-complex verkregen wordt.

## Opslag en ontleding
Titanium(III)chloride en de meeste van zijn complexen worden in een inerte atmosfeer bewaard om reactie met zuurstof te voorkomen. De langzame ontleding van aan lucht blootgesteld titanium(III)chloride kan aanleiding geven tot verwarrende resultaten, zoals bij reductieve koppelingsreacties.

## Elektronenstructuur
In titanium(III)chloride beschikt elk titaniumatoom over één d-elektron, waardoor titanium(III)verbindingen paramagnetisch zijn. Dat wil zeggen dat de verbindingen door een magneet worden aangetrokken. Dit in tegenstelling tot de trihaliden van de zwaardere metalen in dezelfde groep van het periodiek systeem (hafnium en zirkonium). Zij zijn diamagnetisch en vormen dimeren (een ongepaard elektron op elk metaalatoom wordt hierbij in een metaal-metaalbinding gebruikt).
Oplossingen van titanium(III)chloride zijn violet, het gevolg van het aanslaan van het d-elektron. De kleur is slechts zwak: de overgang is verboden volgens de Lapporte-selectieregel.

## Structuur
Van titanium(III)chloride zijn minstens vier polymorfe vormen bekend. In alle varianten bevindt titanium zich in een octaëdrische omringing. De verschillen tussen de vormen zijn zowel kristallografisch als magnetisch van aard. β-TiCl3 kristalliseert uit in bruine naalden. De structuur bestaat uit TiCl6-octaëders, die tegenover elkaar liggende zijden zodanig delen dat de afstand tussen twee titaniumatomen 291 pm bedraagt. Deze korte afstand tussen de metaalatomen wijst op een sterke onderlinge interactie.
De drie violette gelaagde vormen, genoemd naar hun kleur en neiging tot schilferen, worden aangeduid als α-, γ- en δ-TiCl3. In α-TiCl3 vormen de chloride-ionen een hexagonale dichtste stapeling. In γ-TiCl3 wordt een kubische dichtste stapeling gevonden. Onregelmatigheden in de stapeling geven aanleiding tot de δ-vorm, een intermediair tussen de α- en γ-vorm. De TiCl6-eenheden hebben een ribbe gemeenschappelijk, de onderlinge afstand tussen twee titaniumatomen bedraagt 360 pm. Deze grote afstand verhindert directe metaal-metaalinteracties.

### Reacties
Titanium(III)chloride vormt een breed scala aan coördinatieverbindingen, waarvan de meeste een octaëdrische structuur bezitten. Het al eerder genoemde lichtblauwe adduct TiCl3(THF)3 ontstaat bij behandeling met tetrahydrofuraan:
{\displaystyle {\ce {TiCl3 + 3 C4H8O -> TiCl3(OC4H8)3}}}
Met dimethylamine ontstaat op analoge wijze een donkergroen gekleurd complex. In een reactie waarbij alle liganden rond titanium vervangen worden is titanium(III)chloride de uitgangsstof voor het tris(acetylacetonaat)-complex van titanium.
Titanium(II)chloride (TiCl2) ontstaat via thermische disproportioneringsreactie van titanium(III)chloride bij 500 °C. Eigenlijk is het een evenwichtsreactie, maar door het vluchtige titanium(IV)chloride af te voeren, verloopt het evenwicht naar rechts:
{\displaystyle {\ce {2 TiCl3 -> TiCl2 + TiCl4}}}

## Toepassingen
Titanium(III)chloride wordt veel gebruikt als Ziegler-Natta-katalysator. Het katalytisch effect is sterk afhankelijk van welk van de polymorfen gebruikt wordt, evenals van de synthesemethode. Titanium(III)chloride wordt in de organische synthese aangewend als reducerend reagens bij koppelingsreacties, vaak in combinatie met zink. Zo kunnen oximen bijvoorbeeld tot imines worden gereduceerd.
In de titanometrie worden titanium(III)chloride-oplossingen als sterke reductiemiddelen toegepast bij bepaling van ijzer(III), chromaten, chloraten en perchloraten.